# Ivan Koloff
Oreal Donald Perras (ur. 25 sierpnia 1942 w Ottawie, zm. 18 lutego 2017 w Winterville) – kanadyjski wrestler lepiej znany pod swoim pseudonimem ringowym jako Ivan Koloff. Słynął z odgrywania postaci radzieckiego komunisty w czasach Zimnej Wojny i pokonywania amerykańskich idoli. Zakończył panowanie mistrzowskie Bruno Sammartino, które było najdłuższe w historii głównego mistrzostwa WWE.  

## Życiorys
Urodził się 25 sierpnia 1942 jako Oreal Donald Perras w Chrysler, w kanadyjskiej prowincji Ontario. Tam też się wychował.
Jego trenerami byli Don Koloff i Jack Wentworth. On sam trenował Briana Perry, Buddy Robertsa, Chrisa Stevensa, Dona Muraco, Grega Bobchicka, Helmuta Hesslera, Jaysona Maplesa, Jimmy’ego Cicero, Mo, Rica Savage’a, Stro, Tommy’ego Idola, Nelsona Fraziera Jr., Vladimira Koloffa i Vladimira Petrova.
Debiutował w 1960. W 1968 wykreował postać Ivana Koloffa, którą od tej pory odgrywał przez lata aż do końca swojej kariery. Był to radziecki komunista z Moskwy. Nosił pseudonim The Russian Bear (pl. Rosyjski niedźwierdź), a jego finisherem był chwyt Bear hug

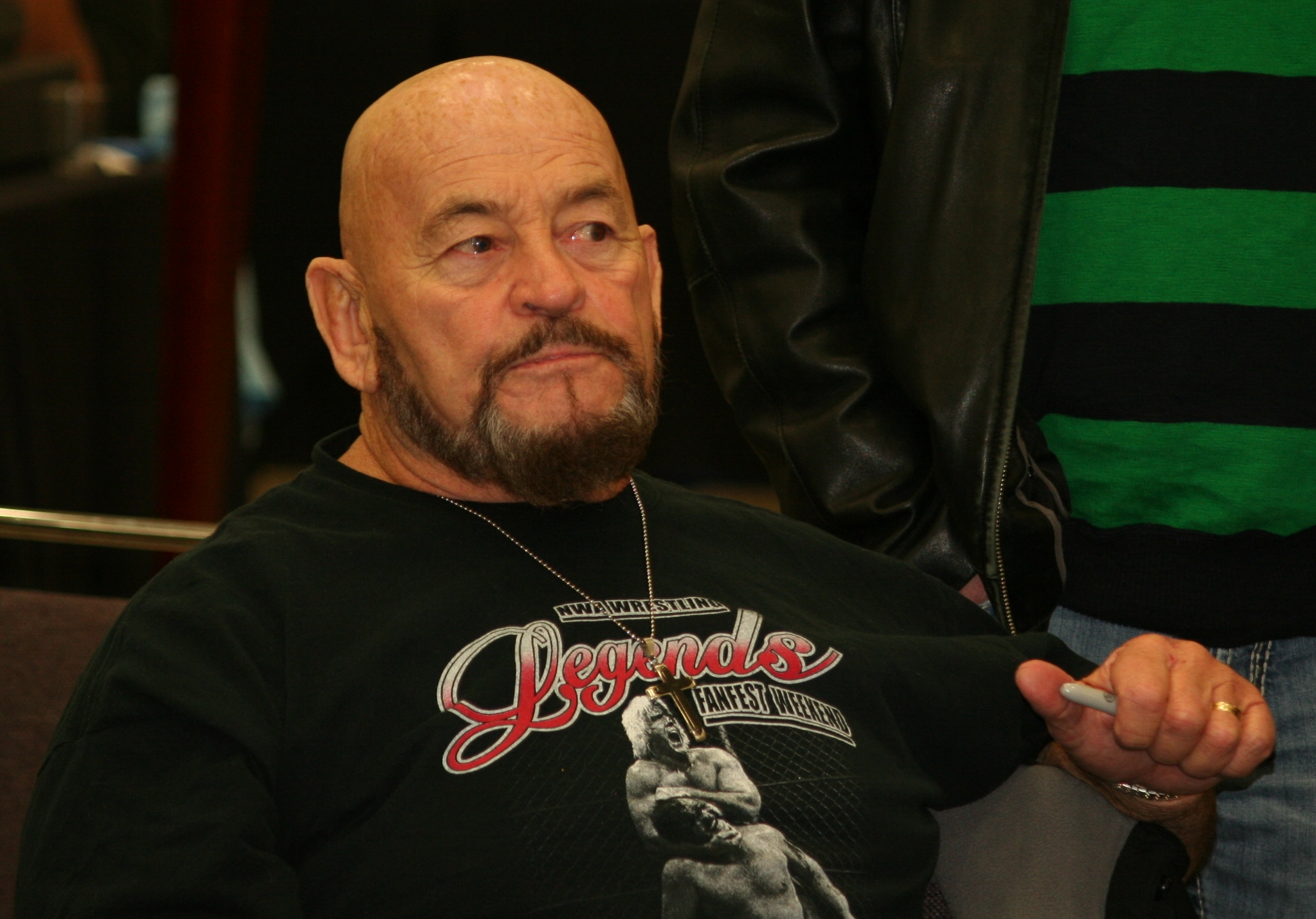
Ivan Koloff w 2011

W 1970 dołączył do organizacji wrestlingu World Wide Wrestling Federation (WWWF). Szybko zasłynął z pokonywania w ringu amerykańskich idoli. 18 stycznia 1971 na arenie Madison Square Garden pokonał Bruno Sammartino w walce o pas WWWF World Heavyweight Championship, tym samym kończąc ponad siedmioletnie, najdłuższe panowanie mistrzowskie w historii tego tytułu. Miesiąc później, 8 lutego, sam został pokonany w walce o pas przez Pedro Moralesa. Potem przez lata rywalizował z Sammartino, z którym w 1975 stoczył pierwszą na stadionie Madison Square Garden walkę typu Steel Cage Match. WWE uważa tę rywalizację za nierozstrzygniętą, a poziom obu wrestlerów za wyrównany. Koloff pokonał także takich popularnych zawodników jak Bob Backlund i Gorilla Monsoon. Następnie przeniósł się do organizacji American Wrestling Association, gdzie rywalizował z Verne Gagne i z Dusty Rhodesem. Potem w organizacji Mid-Atlantic Championship Wrestling utworzył tag team The Russians, do którego należeli także Nikita Koloff i Krusher Khruschev. Drużynowo rywalizowali oni z The Road Warriors, The Rock ’n’ Roll Express i The Fabulous Freebirds. Kiedy miał wybór, Koloff najchętniej walczył w pojedynkach typu Strap Match, które nazywał Russian Chain Match.
Po 1990 stał się Face’em i wspomógł powstanie organizacji Smoky Mountain Wrestling, a potem Eastern Championship Wrestling. Przeszedł na emeryturę we wrześniu 1994.
Zmarł na raka wątroby 18 lutego 2017 w Winterville w Karolinie Północnej.

## Inne media
W 1988 wystąpił w ósmym odcinku sticomu Learning the Ropes, w którym zagrał samego siebie.

### Gry komputerowe
Przedstawiająca go postać pojawiła się w trzech grach komputerowych: Legends Of Wrestling (GC, Xbox, PS2, 2001), Legends Of Wrestling II (GC, Xbox, PS2, 2002) i Showdown: Legends Of Wrestling (Xbox, PS2, 2004).

## Mistrzostwa i osiągnięcia
- American Wrestling Association Superstars Of Wrestling
  - AWA/CWF Mid-Atlantic Tag Team Championship (z Seanem Powersem)
- Championship Wrestling From Florida
  - NWA Florida Tag Team Championship (5 razy) – z Patem Pattersonem (1 raz), z Mr. Saito (3 razy) i z Nikolaiem Volkoffem (1 raz)
- Exodus Wrestling Alliance
  - EWA Heavyweight Championship (1 raz)
- Georgia Championship Wrestling
  - NWA Georgia Tag Team Championship (7 razy) – z Ole Andersonem (5 razy) i z Alexisem Smirnoffem (2 razy)
- International Wrestling Enterprise
  - IWA World Tag Team Championship (1 raz)
- Jim Crockett Promotions
  - NWA (Mid-Atlantic) Television Championship (5 razy)
- Maple Leaf Wrestling
  - NWA Canadian Heavyweight Championship (1 raz)
- Mid-Atlantic Championship Wrestling
  - NWA Mid-Atlantic Heavyweight Championship (3 razy)
  - NWA World Six Man Tag Team Championship (2 razy) – z Donem Kernodle, Nikitą Koloffem oraz Krusherem Kruschevem (który zastąpił Dona Kernodle, gdy ten był niedysponowany) (1 raz) i z The Barbarianem oraz The Warlordem (1 raz)
  - NWA World Tag Team Championship (wersja środkowoatlantycka) (4 razy) – z Rayem Stevensem (1 raz), z Donem Kernodle’em (1 raz) i z Krusherem Kruschevem oraz Nikitą Koloffem (2 razy)
- National Wrestling Alliance
  - NWA United States Tag Team Championship (2 razy) – z Krusherem Kruschevem (1 raz) i z Dickiem Murdochem (1 raz)
- NWA Florida Southern Heavyweight Championship
  - NWA Florida Southern Heavyweight Championship (1 raz)
- World Wrestling Association
  - WWA World Heavyweight Championship (1 raz)
- World Wrestling Council
  - WWC Puerto Rican Championship (1 raz)
- World Wide Wrestling Federation
  - WWWF Heavyweight Championship (1 raz)[1]
- Professional Wrestling Hall of Fame and Museum
  - Wprowadzony w 2011[6]